# Швангау
Швангау (њем. Schwangau) општина је у њемачкој савезној држави Баварска. Једно је од 45 општинских средишта округа Осталгој. Према процјени из 2010. у општини је живјело 3.375 становника. Посједује регионалну шифру (AGS) 9777169.

## Географски и демографски подаци
Швангау се налази у савезној држави Баварска у округу Осталгој. Општина се налази на надморској висини од 796 метара. Површина општине износи 76,0 km². У самом мјесту је, према процјени из 2010. године, живјело 3.375 становника. Просјечна густина становништва износи 44 становника/km².